# Улица Литерату
У́лица Литера́ту (лит. Literatų gatvė, пол. zaułek Literacki) — одна из древнейших улиц в Старом городе Вильнюса.

## Характеристика
Представляет собой узкий переулок, ведущий ломаной линией от улицы Пилес (Замковой, в советское время улица Горького) в направлении костёла Святого Михаила, к улице А. Волано. Название объясняется обилием книжных магазинов, букинистических и антикварных лавок, которыми улица отличалась уже в начале XIX века. До 1915 года носила название Покровской улицы, которое мотивировано бывшей Покровской церковью на месте нынешнего двухэтажного здания под номером 8. От улицы Литерату ответвляется улица Русу (Русская улица, Rusų g.), ведущая к кафедральному собору Успения Пречистой Божией Матери на улице Майронё.
Вымощенная брусчаткой улица сравнительно короткая (около 140 м), нумерация домов не превышает девяти. Угловой двухэтажный дом на южной нечётной стороне, выходящий фасадом на улицу Пилес (Pilies g. 32 / Literatų g. 1), принадлежал бургомистру Ляховичу и его наследникам, затем семейству Рёмеров. Представляет собой типичный дом зажиточного купца с двором с уникальными архитектурными массивными формами.
Угловой дом на северной чётной стороне, выходящий фасадом на улицу Пилес (Pilies g. 30 / Literatų g. 2), и соседний дом (Literatų g. 4) принадлежали семейству золотых дел мастеров Скендзерским. В конце XIX века они были перестроены и перестроены в трёхэтажный дом с мансардами, носящий характерные черты эклектики.
Сохранился подлинный фасад трёхэтажного дома под номером 3. Соседний дом Пясецких (под номером 5; Literatų g. 5) построен в конце XVIII века. Здесь останавливался Адам Мицкевич, приезжая из Ковно в 1823 году, у родителей своего друга Казимера Пясецкого.
Известно, что окна его комнаты выходили на улицу, однако точное её местонахождение не установлено. Предполагается, что Мицкевич здесь писал и готовил к печати поэму «Гражина» и II и IV части драматической поэмы «Дзяды». У него собирались филоматы. На фронтоне арки, ведущей во двор, вмурована мемориальная доска с надписью на польском языке. Ниже, по обеим сторонам арки, расположены памятные таблицы с надписями на литовском и русском языках.
За третьим домом по чётной стороне (Literatų g. 6) начинается невысокая каменная стена; за ней находится большой двор, в котором с конца XVIII века был ботанический сад Виленского университета, устроенный Жилибером. Четвёртый дом (Literatų g. 8) был перестроен из Покровской церкви. В XVII веке здесь располагались типографии Даниила Ленчицкого и Яна Карцана. Соседний дом перестроен из кальвинистской колокольни с воротами.
Нижние этажи некоторых из зданий заняты кафе, бутиком, туристическим бюро. Улица считается одной из самых живописных улиц Старого города, привлекающей туристов, художников и фотографов. Её изображали, в частности, Адам Мендзыблоцкий (акварель, 1925), Самуэлис Розинас (линогравюра, 1955), Витаутас Юркунас (линогравюра, 1969).
Начиная с осени 2008 года стены улицы украшаются посвящениями писателям, поэтам, переводчикам, литературным группам и изданиям — небольшими произведениями скульпторов и художников из дерева, керамики, металла, стекла, войлока и других материалов. Авторы безвозмездно создают свои посвящения литовским и зарубежным авторам разных эпох — Иосифу Бродскому, Ромену Гари, Адаму Мицкевичу, Осипу Мандельштаму, Оскару Милошу, Чеславу Милошу, также Франциску Скорине, Мажвидасу, Греймасу, предкам за сказки, графомании и многим другим. Разнообразных по материалам и форме посвящений насчитывается около двухсот, причём в честь некоторых авторов (среди них, например, Неринга Абрутите, Сигитас Гяда, Юрга Иванаускайте) вмонтировано несколько объектов, созданных разными художниками . Координатор проекта художница Эгле Вертелкайте.